# Liiga
La Liiga es la máxima categoría profesional de hockey sobre hielo en Finlandia y una de las ligas más importantes en este deporte en Europa, y la cuarta a nivel mundial tras la SHL de Suecia, la KHL de Rusia y la NHL de Norteamérica, respectivamente.
Se fundó en 1975 para sustituir a la SM-sarja, de carácter semiprofesional y existente desde 1928. La Liiga no está supervisada por la Asociación Finlandesa de Hockey sobre Hielo pero ambas mantienen un acuerdo de colaboración. Se disputa en los meses de invierno, cuenta con 14 participantes y se divide en dos fases: una temporada regular y una eliminación directa entre los primeros clasificados.

## Historia

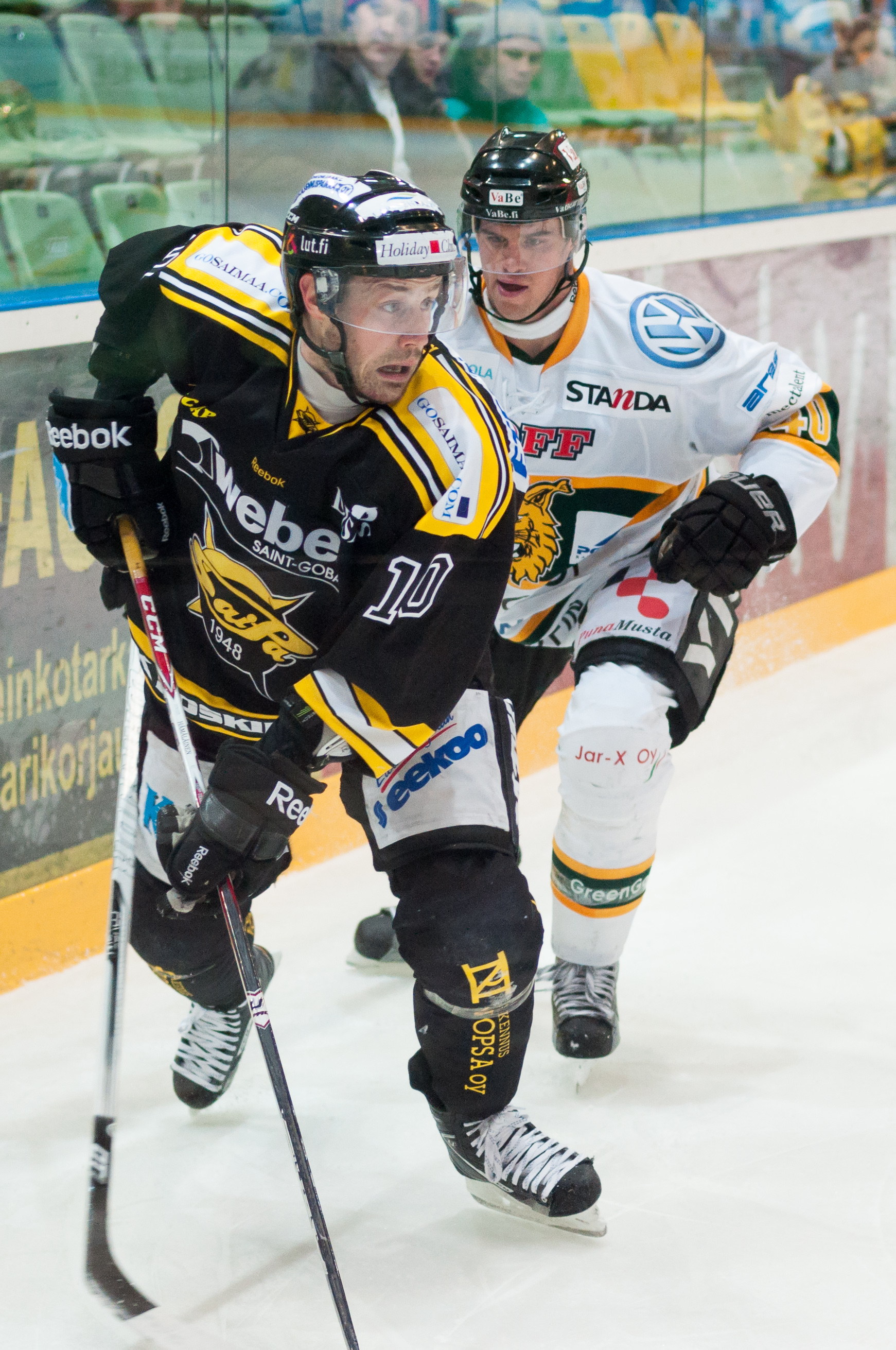
Partido de la Liiga entre Ilves y SaiPa.

La Suomen Mestaruus Liiga ("Campeonato Finlandés de Liga") se fundó el 24 de mayo de 1975 en sustitución de la Suomen Mestaruus sarja, anterior campeonato finlandés de hockey que se venía celebrando desde 1928. La máxima categoría era profesional, estaba gestionada por los clubes miembros y formalmente estaba separada del resto de torneos organizados por la Asociación Finlandesa de Hockey sobre Hielo, aunque ambas partes mantuvieron acuerdos de colaboración. La principal novedad fue la introducción de un playoff por el título. Su primera temporada contó con diez participantes y el campeón fue el TPS de Turku.
La nueva liga tuvo éxito entre el público y en 1988 se amplió a 12 participantes. A mediados de la década de 1990 todos los jugadores habían firmado un contrato profesional, y en el año 2000 muchos de los clubes se habían convertido en sociedades limitadas.
En la temporada 2000-01 se eliminó el sistema de ascensos; a partir de ese momento, los equipos de la Liiga debían cumplir una serie de obligaciones para poder participar. Con ello se esperaba también que las franquicias más débiles pudieran mejorar en el futuro, aunque en 2009 se recuperó un partido de promoción entre el colista y el campeón de la Mestis (segunda división). En 2003 se introdujo el sistema de playoff actual, que da opciones por el título hasta al décimo clasificado en la temporada regular.
A partir de 2013 la SM-Liiga pasó a llamarse Liiga. En 2014 uno de sus más importantes participantes y de los que tiene más afición en el país, el Jokerit de Helsinki, se marchó del torneo para ingresar a la Kontinental Hockey League de Rusia, un campeonato de hockey con mayor nivel de competencia.

## Sistema de competición
La Liiga se celebra en los meses de invierno y se divide en dos fases: temporada regular (de septiembre a febrero) y eliminatoria directa por el título (marzo y abril). Se usa el reglamento de la Federación Internacional de Hockey sobre Hielo.
En la fase regular participan 14 equipos que disputan un total de 60 partidos: cuatro rondas fijas más dos o cuatro encuentros entre rivales locales. La victoria en el tiempo reglamentario se premia con tres puntos. Si un partido termina en empate, se decide el ganador en una muerte súbita con cuatro miembros por equipo (dos puntos para el vencedor, uno para el perdedor), y lanzamientos de penalti en última instancia. En caso de empate a puntos, se decide en favor del que tiene mayor diferencia de goles.
Los seis primeros clasificados se meten directamente en el playoff por el título. Las dos plazas restantes se las disputan del séptimo al décimo en una fase preliminar, al mejor de tres partidos. Los rivales se encuadran según su clasificación, por lo que el campeón de la fase regular jugará contra el peor posicionado. Además, tiene el factor campo a su favor. Los cuartos de final y las semifinales son al mejor de cinco partidos, y la gran final es al mejor de siete.
El último clasificado debe disputar una promoción de permanencia contra el campeón de Mestis (segunda categoría), al mejor de siete partidos.

## Equipos
| Equipo       | Ciudad       | Estadio                      | Aforo  | Debut |
| ------------ | ------------ | ---------------------------- | ------ | ----- |
| Ässät        | Pori         | Estadio de Hielo de Pori     | 6500   | 1990  |
| HIFK         | Helsinki     | Estadio de Hielo de Helsinki | 8200   | 1975  |
| HPK          | Hämeenlinna  | Ritari-areena                | 5360   | 1988  |
| Ilves        | Tampere      | Estadio de Hielo de Tampere  | 7595   | 1975  |
| Jukurit      | Mikkeli      | Kalevankankaan jäähalli      | 4200   | 2016  |
| JYP          | Jyväskylä    | Synergia-areena              | 4500   | 1985  |
| KalPa        | Kuopio       | Niiralan Monttu              | 5000   | 2005  |
| KooKoo       | Kouvola      | Lumon arena                  | 6000   | 2014  |
| Oulun Kärpät | Oulu         | Estadio de Hielo de Oulu     | 6768   | 2000  |
| Lukko        | Rauma        | Kivikylän Areena             | 5400   | 1984  |
| Pelicans     | Lahti        | Isku Areena                  | 5500   | 1999  |
| SaiPa        | Lappeenranta | Kisapuisto                   | 4825   | 1996  |
| Tappara      | Tampere      | Estadio de Hielo de Tampere  | 7595   | 1975  |
| TPS          | Turku        | HK Arena                     | 11 820 | 1975  |
| Vaasan Sport | Vaasa        | Vaasa Arena                  | 5000   | 2014  |

## Palmarés

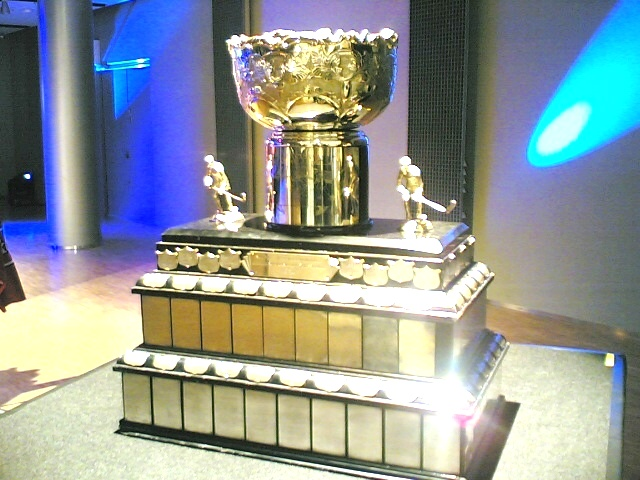
Kanada Malja, trofeo que se lleva el campeón de la Liiga.

El campeón de la fase eliminatoria se lleva la Kanada-Malja (Copa Canadá), mientras que el segundo y tercer mejores se llevan medallas de plata y bronce, respectivamente.
Quien más títulos de Liiga tiene es el TPS (Turun Palloseura), pero si se suman todos los campeonatos nacionales el club con mayor palmarés es Ilves (16).
| Club         | Campeón | Años de los campeonatos                                    |
| ------------ | ------- | ---------------------------------------------------------- |
| Tappara      | 10      | 1977, 1979, 1982, 1984, 1986, 1987, 1988, 2003, 2016, 2018 |
| TPS          | 10      | 1976, 1989, 1990, 1991, 1993, 1995, 1999, 2000, 2001, 2010 |
| Oulun Kärpät | 8       | 1981, 2004, 2005, 2007, 2008, 2014, 2015, 2018             |
| Jokerit      | 5       | 1992, 1994, 1996, 1997, 2002                               |
| HIFK         | 4       | 1980, 1983, 1998, 2011                                     |
| Ässät        | 2       | 1987, 2013                                                 |
| JYP          | 2       | 2009, 2012                                                 |
| HPK          | 1       | 2006                                                       |
| Ilves        | 1       | 1985                                                       |

## Historial
| Temporada | Campeón                                             | Serie                                               | Subcampeón                                          | Tercero                                             | Serie                                               | Cuarto                                              | Campeón de la temporada regular |
| --------- | --------------------------------------------------- | --------------------------------------------------- | --------------------------------------------------- | --------------------------------------------------- | --------------------------------------------------- | --------------------------------------------------- | ------------------------------- |
| 1975–76   | TPS Turku                                           | 2–0                                                 | Tappara Tampere                                     | Porin Ässät                                         | 2–0                                                 | HIFK Helsinki                                       | TPS Turku                       |
| 1976–77   | Tappara Tamperen                                    | 3–0                                                 | TPS Turku                                           | KooVee                                              | 2–0                                                 | HIFK Helsinki                                       | Tappara Tampere                 |
| 1977–78   | Porin Ässät                                         | 3–1                                                 | Tappara Tampere                                     | TPS Turku                                           | 2–1                                                 | Ilves Tampere                                       | Tappara Tampere                 |
| 1978–79   | Tappara Tampere                                     | 3–2                                                 | Porin Ässät                                         | TPS                                                 | 2–1                                                 | HIFK Helsinki                                       | Ässät Pori                      |
| 1979–80   | HIFK Helsinki                                       | 3–0                                                 | Porin Ässät                                         | Oulun Kärpät                                        | 2–0                                                 | TPS Turku                                           | TPS Turku                       |
| 1980–81   | Oulun Kärpät                                        | 3–2                                                 | Tappara Tampere                                     | TPS Turku                                           | 2–0                                                 | HIFK Helsinki                                       | Tappara Tampere                 |
| 1981–82   | Tappara Tampere                                     | 3–1                                                 | TPS Turku                                           | HIFK Helsinki                                       | 2–1                                                 | Porin Ässät                                         | TPS Turku                       |
| 1982–83   | HIFK Helsinki                                       | 3–2                                                 | Jokerit                                             | Ilves Tampere                                       | 2–0                                                 | Tappara Tampere                                     | Jokerit                         |
| 1983–84   | Tappara Tampere                                     | 3–1                                                 | Porin Ässät                                         | Oulun Kärpät                                        | 2–1                                                 | TPS Turku                                           | Tappara Tampere                 |
| 1984–85   | Ilves Tampere                                       | 3–2                                                 | TPS Turku                                           | Oulun Kärpät                                        | 2–1                                                 | Porin Ässät                                         | TPS Turku                       |
| 1985-86   | Tappara Tampere                                     | 4–1                                                 | HIFK Helsinki                                       | Oulun Kärpät                                        | 2–0                                                 | TPS Turku                                           | Tappara Tampere                 |
| 1986-87   | Tappara Tampere                                     | 4–1                                                 | Oulun Kärpät                                        | HIFK Helsinki                                       | 5–1                                                 | TPS Turku                                           | Oulun Kärpät                    |
| 1987-88   | Tappara Tampere                                     | 4–1                                                 | Rauman Lukko                                        | HIFK Helsinki                                       | 6–2                                                 | Ilves Tampere                                       | Ilves Tampere                   |
| 1988–89   | TPS Turku                                           | 4–1                                                 | JYP HT                                              | Ilves Tampere                                       | 10–3                                                | Tappara Tampere                                     | TPS Turku                       |
| 1989–90   | TPS Turku                                           | 4–2                                                 | Ilves Tampere                                       | Tappara Tampere                                     | 5–3                                                 | KalPa                                               | TPS Turku                       |
| 1991–92   | Jokerit                                             | 4–1                                                 | JyP HT                                              | HIFK Helsinki                                       | 3–2                                                 | Porin Ässät                                         | JyP HT                          |
| 1992–93   | TPS Turku                                           | 3–1                                                 | HPK                                                 | JyP HT                                              | 1–0                                                 | Porin Ässät                                         | TPS Turku                       |
| 1993–94   | Jokerit                                             | 3–1                                                 | TPS Turku                                           | Rauman Lukko                                        | 1–0                                                 | Tappara Tampere                                     | TPS Turku                       |
| 1994–95   | TPS Turku                                           | 3–2                                                 | Jokerit                                             | Porin Ässät                                         | 1–0                                                 | Rauman Lukko                                        | Jokerit                         |
| 1995-96   | Jokerit                                             | 3–1                                                 | TPS Turku                                           | Rauman Lukko                                        | 1–0                                                 | HPK                                                 | Jokerit                         |
| 1996–97   | Jokerit                                             | 3–0                                                 | TPS Turku                                           | HPK                                                 | 1–0                                                 | Ilves Tampere                                       | Jokerit                         |
| 1997–98   | HIFK Helsinki                                       | 3–0                                                 | Ilves Tampere                                       | Jokerit                                             | 1–0                                                 | Kiekko-Espoo                                        | TPS Turku                       |
| 1998-99   | TPS Turku                                           | 3–1                                                 | HIFK Helsinki                                       | HPK                                                 | 1–0                                                 | SaiPa                                               | TPS Turku                       |
| 1999–00   | TPS Turku                                           | 3–1                                                 | Jokerit                                             | HPK                                                 | 1–0                                                 | HIFK Helsinki                                       | TPS Turku                       |
| 2000–01   | TPS Turku                                           | 3–1                                                 | Tappara Tampere                                     | Ilves Tampere                                       | 1–0                                                 | Oulun Kärpät                                        | Jokerit                         |
| 2001–02   | Jokerit                                             | 3–1                                                 | Tappara Tampere                                     | HPK                                                 | 1–0                                                 | TPS                                                 | Tappara Tampere                 |
| 2002–03   | Tappara Tamperen                                    | 3–0                                                 | Oulun Kärpät                                        | HPK                                                 | 1–0                                                 | Jokerit                                             | HPK                             |
| 2003-04   | Oulun Kärpät                                        | 3–1                                                 | TPS Turku                                           | HIFK Helsinki                                       | 1–0                                                 | HPK                                                 | TPS Turku                       |
| 2004–05   | Oulun Kärpät                                        | 3–1                                                 | Jokerit                                             | HPK                                                 | 1–0                                                 | Rauman Lukko                                        | Oulun Kärpät                    |
| 2005–06   | HPK                                                 | 3–1                                                 | Porin Ässät                                         | Oulun Kärpät                                        | 1–0                                                 | HIFK Helsinki                                       | Oulun Kärpät                    |
| 2006–07   | Oulun Kärpät                                        | 3–0                                                 | Jokerit                                             | HPK                                                 | 1–0                                                 | Espoo Blues                                         | Oulun Kärpät                    |
| 2007–08   | Oulun Kärpät                                        | 4–1                                                 | Espoo Blues                                         | Tappara Tampere                                     | 1–0                                                 | Jokerit                                             | Oulun Kärpät                    |
| 2008–09   | JYP                                                 | 4–0                                                 | Oulun Kärpät                                        | KalPa                                               | 1–0                                                 | Espoo Blues                                         | JYP                             |
| 2009–10   | TPS Turku                                           | 4–1                                                 | HPK                                                 | JYP                                                 | 1–0                                                 | KalPa                                               | JyP                             |
| 2010–11   | HIFK Helsinki                                       | 4–0                                                 | Espoo Blues                                         | Rauman Lukko                                        | 1–0                                                 | JYP                                                 | JYP                             |
| 2011–12   | JYP                                                 | 4–1                                                 | Lahti Pelicans                                      | Jokerit                                             | 1–0                                                 | Espoo Blues                                         | KalPa                           |
| 2012–13   | Porin Ässät                                         | 4–2                                                 | Tappara Tampere                                     | JYP                                                 | 1–0                                                 | Rauman Lukko                                        | Jokerit                         |
| 2013–14   | Oulun Kärpät                                        | 4–3                                                 | Tappara Tampere                                     | Rauman Lukko                                        | 1–0                                                 | SaiPa                                               | Oulun Kärpät                    |
| 2014–15   | Oulun Kärpät                                        | 4–3                                                 | Tappara Tampere                                     | JYP                                                 | 2–1                                                 | Rauman Lukko                                        | Oulun Kärpät                    |
| 2015–16   | Tappara Tampere                                     | 4–2                                                 | HIFK Helsinki                                       | Oulun Kärpät                                        | 1–0                                                 | JYP                                                 | HIFK Helsinki                   |
| 2016–17   | Tappara Tampere                                     | 4–2                                                 | KalPa                                               | JYP                                                 | 1–0                                                 | HIFK Helsinki                                       | Tappara Tampere                 |
| 2017–18   | Oulun Kärpät                                        | 4–2                                                 | Tappara Tampere                                     | HIFK Helsinki                                       | 1–0                                                 | TPS Turku                                           | Oulun Kärpät                    |
| 2018–19   | HPK                                                 | 4–3                                                 | Oulun Kärpät                                        | Tappara Tampere                                     | 1–0                                                 | HIFK Helsinki                                       | Oulun Kärpät                    |
| 2019–20   | Suspendido por la pandemia de COVID-19 en Finlandia | Suspendido por la pandemia de COVID-19 en Finlandia | Suspendido por la pandemia de COVID-19 en Finlandia | Suspendido por la pandemia de COVID-19 en Finlandia | Suspendido por la pandemia de COVID-19 en Finlandia | Suspendido por la pandemia de COVID-19 en Finlandia | Oulun Kärpät                    |
| 2020-21   | Rauman Lukko                                        | 3–1                                                 | TPS Turku                                           | HIFK Helsinki                                       | 1–0                                                 | Tappara Tampere                                     | Rauman Lukko                    |
| 2021-22   | Tappara Tampere                                     | 4–1                                                 | TPS Turku                                           | Ilves Tampere                                       | 1–0                                                 | KooKoo                                              | Tappara Tampere                 |
| 2022-23   | En disputa                                          | En disputa                                          | En disputa                                          | En disputa                                          | En disputa                                          | En disputa                                          | Tappara Tampere                 |

## Trofeos individuales

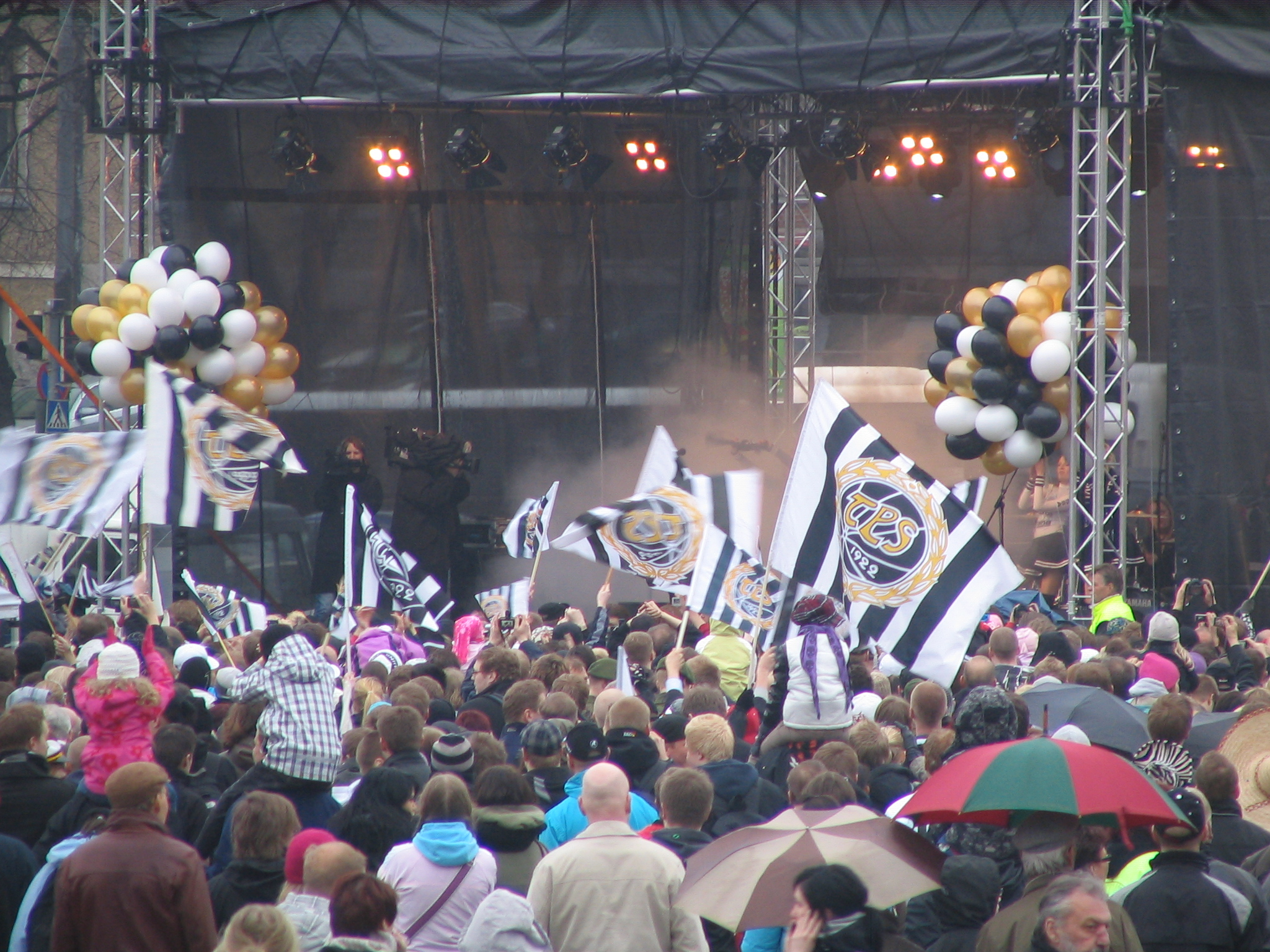
Celebración del título de liga de 2010 del TPS en Turku.

- Kultainen kypärä: "Casco dorado", mejor jugador (votado por los jugadores de la Liiga).
- Trofeo Kalevi Numminen: Mejor entrenador.
- Trofeo Jarmo Wasama: Mejor novato.
- Trofeo Matti Keinonen: Jugador con más efectividad.
- Trofeo Raimo Kilpiö: Premio a la deportividad.
- Trofeo Urpo Ylönen: Mejor portero.
- Trofeo Pekka Rautakallio: Mejor defensa.
- Trofeo Aarne Honkavaara: Máximo goleador de la temporada regular.
- Trofeo Veli-Pekka Ketola: Jugador con más puntos (goles y asistencias) durante la temporada regular.
- Trofeo Lasse Oksanen: Mejor jugador de la temporada regular.
- Trofeo Jari Kurri: Mejor jugador del playoff.
- Trofeo Unto Wiitala: Mejor árbitro de la temporada regular.
- Trofeo Pentti Isotalo: Mejor árbitro asistente.
- Trofeo Silbato Dorado: Mejor árbitro (votado por los jugadores de la Liiga).